# Pinheiral (Braço do Norte)

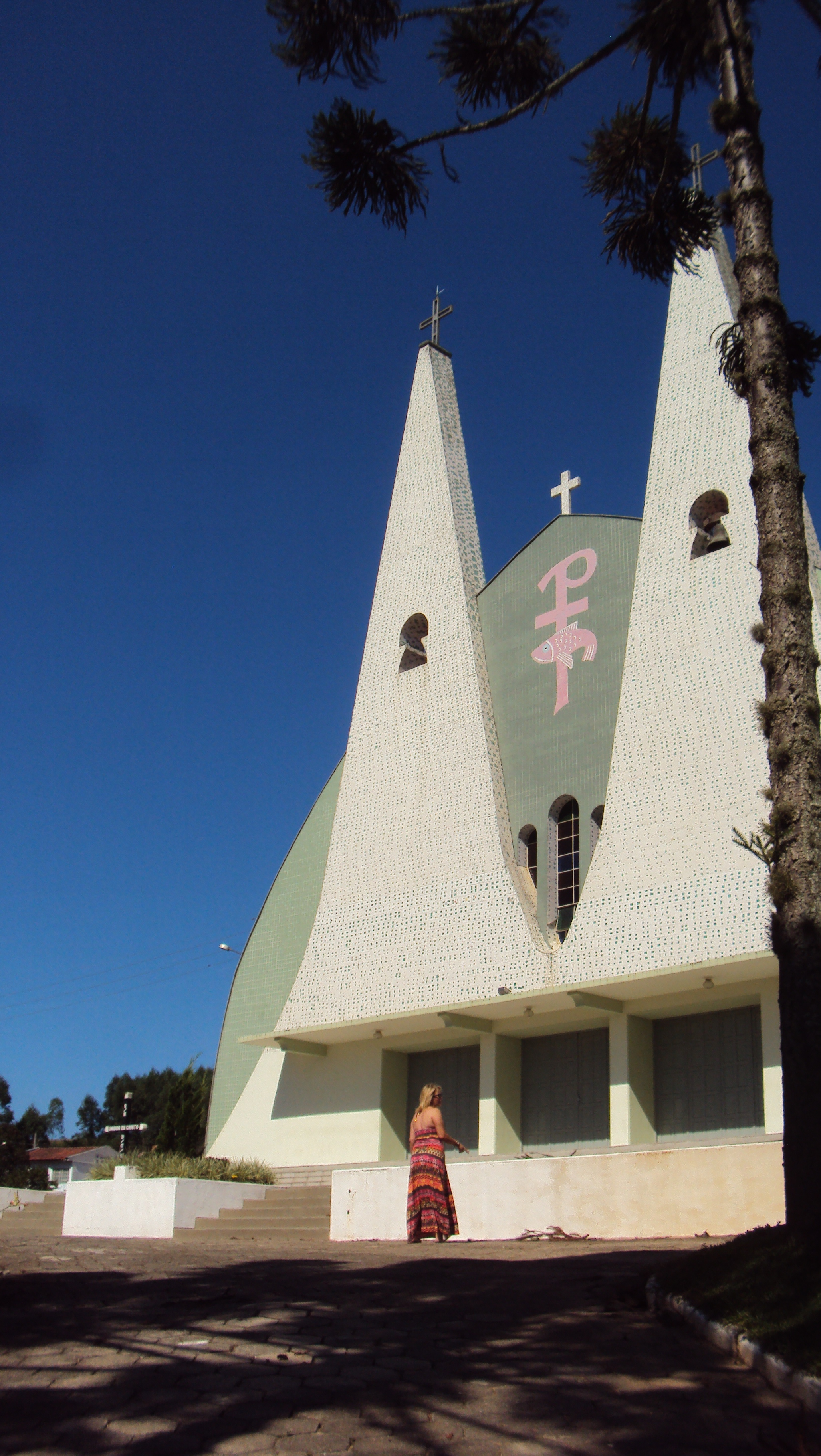
Igreja de Pinheiral, região densa em pinheiros (araucária) nos primórdios da colonização do Vale do Braço do Norte, que originaram a denominação do bairro. Em primeiro plano na direita uma araucária.

Pinheiral é um bairro da cidade catarinense de Braço do Norte.
Situado a uma altitude de 472 metros acima do nível do mar, assim denominado porque em suas várzeas havia muito pinheiro (araucária). Em 1894 começou a ser povoado por imigrantes alemães provenientes de Vargem do Cedro, sendo seu primeiro morador Pedro Bach.
Os pinheiros foram derrubados para fazer coivara, apodrecendo no chão. Tomás João Vieira, um negro falando alemão, relatou que ... A gente inventa de fazer um valo na vargem, pá não entra, é só nó de pinho.